# Cambridge
Cambridge (wym. [ˈkʰeɪ̯mbɹɪd͡ʒ]) – miasto (city) i dystrykt niemetropolitalny we wschodniej Anglii (Wielka Brytania), stolica hrabstwa Cambridgeshire, położone nad rzeką Cam, około 80 km na północny wschód od Londynu. W 2021 miasto liczyło 152 740 mieszkańców.
Cambridge jest siedzibą drugiego po Oksfordzie najstarszego uniwersytetu w Anglii, który został założony w 1209. Klinika uniwersytecka Addenbrookes należy do jednej z największych w Wielkiej Brytanii, a jej charakterystyczny komin na stałe wpisał się w krajobraz miasta. W latach 1990–1998 miasto było siedzibą Królewskiego Obserwatorium Astronomicznego. Działające od 1584 Cambridge University Press jest najstarszym wydawnictwem na świecie.
Miasto jest ważnym ośrodkiem przemysłowym, naukowym i turystycznym. Cambridge posiada rozwinięty przemysł poligraficzny, spożywczy, maszynowy, elektroniczny. Port lotniczy, którego właścicielem jest Marshall Aerospace, może wprawdzie przyjąć niezaładowane samoloty typu Boeing 747 czy MD-11, jednak nie obsługuje regularnych połączeń pasażerskich. Ze względu na wyjątkowo dużą koncentrację przemysłu bazującego na zaawansowanych technologiach Cambridge i okolice określane są jako Silicon Fen (przez analogię do Doliny Krzemowej w Stanach Zjednoczonych).

## Toponimia
Nazwa Cambridge pochodzi od mostu (ang. bridge) nad przepływającą przez miasto rzeką Cam. Most ten, nazywany długo Great Bridge (pol. Wielki Most), znajduje się obecnie na terenie kolegium Magdalene.

## Dzielnice

Abbey, Arbury, Castle, Cherry Hinton, Coleridge, East Chesterton, King’s Hedges, Market, Newnham, Petersfield, Queen Edith’s, Romsey, Trumpington i West Chesterton.

## Historia
Pierwsza wzmianka o mieście pochodzi z Kroniki anglosaskiej, gdzie wymieniane jest pod nazwą Grantebrycge. Cambridge jest też wspomniane w Domesday Book (1086) jako Grante/Grentebridge. Od końca XV wieku występuje w źródłach już pod nazwą Cambridge.
Prawa miejskie Cambridge otrzymało w 1951.

## Zabytki
Największe atrakcje turystyczne miasta związane z Uniwersytetem.
- King’s Parade – historyczna ulica w centrum miasta. Nazwę swą zawdzięcza King’s College znajdującemu się po zachodniej stronie ulicy. Przy ulicy tej znajduje się również Senate House, w którym odbywają się uroczystości przyznawania tytułów naukowych.
- Corpus Christi – jedyne kolegium założone przez mieszkańców miasta Cambridge. Stary Dziedziniec (Old Court) kolegium jest najstarszym, zamkniętym dziedzińcem w Europie.
- King’s College Chapel – kaplica przy King’s College. Przykład architektury późnej fazy gotyku angielskiego. Budowa rozpoczęta w roku 1446 z nakazu Henryka VI (1421-1471) trwała ponad 100 lat. Wewnątrz kaplicy znajdują się największe na świecie sklepienie wachlarzowe oraz renesansowe witraże.
- Great St Mary’s Church – symboliczny, a także fizyczny środek Uniwersytetu. Kościół mocno związany z jego historią. W wieży kościoła znajdowała się pierwsza biblioteka uniwersytecka. W czasach kiedy uniwersytet nie miał własnych terenów, w kościele odbywały się egzaminy, ceremonie nadawania tytułów, spotkania akademików i uroczystości religijne. W kościele wygłaszali swe kazania przywódcy Reformacji: Cranmer, Hugh Latimer i Nicholas Ridley.
- Senate House – początkowo miejsce spotkań Senatu, ciała zarządzającego na Uniwersytecie. Przez wiele lat tutaj odbywały się uroczystości nadawania tytułów naukowych.
- Gonville and Caius College – słynne bramy łączące kolejne dziedzińce, z najbardziej znaną Bramą Zaszczytu (Gate of Honour).
- Trinity College – Wielki Dziedziniec znany z corocznego wyścigu w czasie bicia zegara, Biblioteka Wrena
- St John’s College.
- Backs – malownicze tyły kolegiów położone nad rzeką Cam.
- Mosty nad rzeką Cam: Most Matematyczny, Most Westchnień i Most Clare.
- Market Place.
- Old Cavendish Laboratory.
- Downing Site.
- Silver Street Bridge.
- Sidgwick Site.
- Fitzwilliam Museum.

## Polonia
- Dom „Polonia”
- Klub Gazety Polskiej
- Klub Polonia
- Oddział Polski Niepodległej
- Polska Misja Katolicka Najświętszej Marii Panny Królowej Polski
- Polska Szkoła w Cambridge
- Stowarzyszenie Polskich Psychologów – Filia[6].

## Galeria obrazów

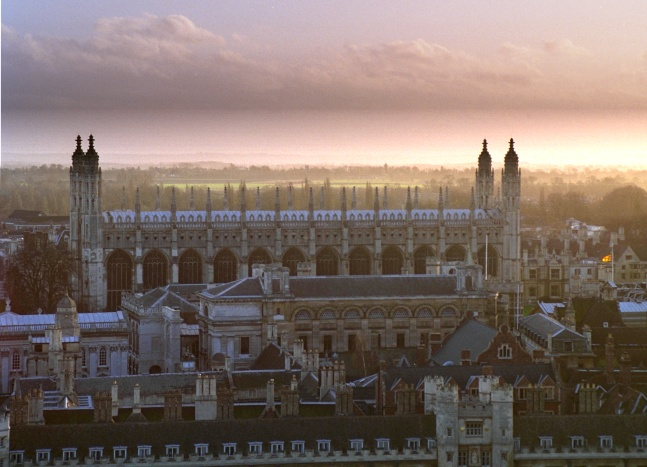
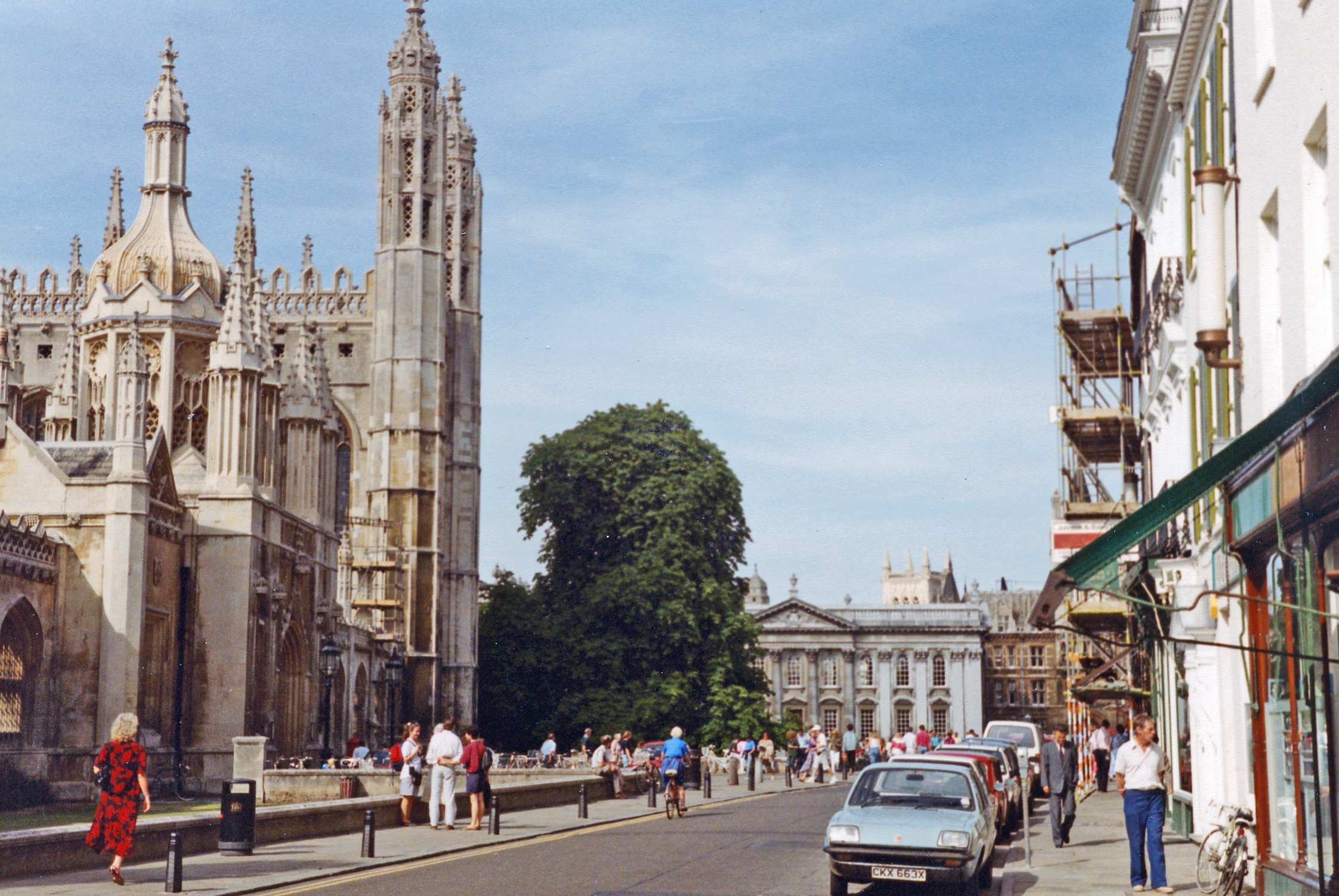
King’s Parade
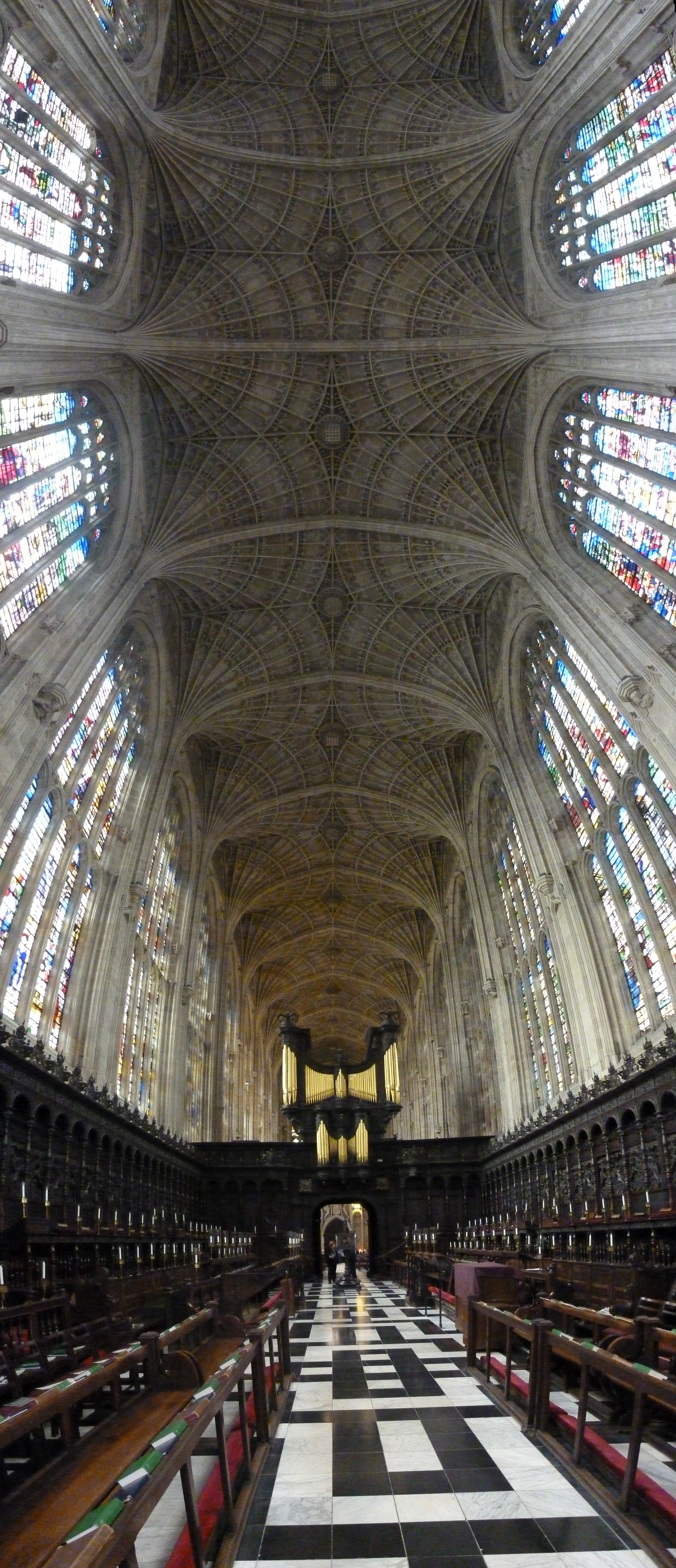
Sklepienie wachlarzowe w kaplicy przy King’s College
Stary Dziedziniec kolegium Corpus Christi
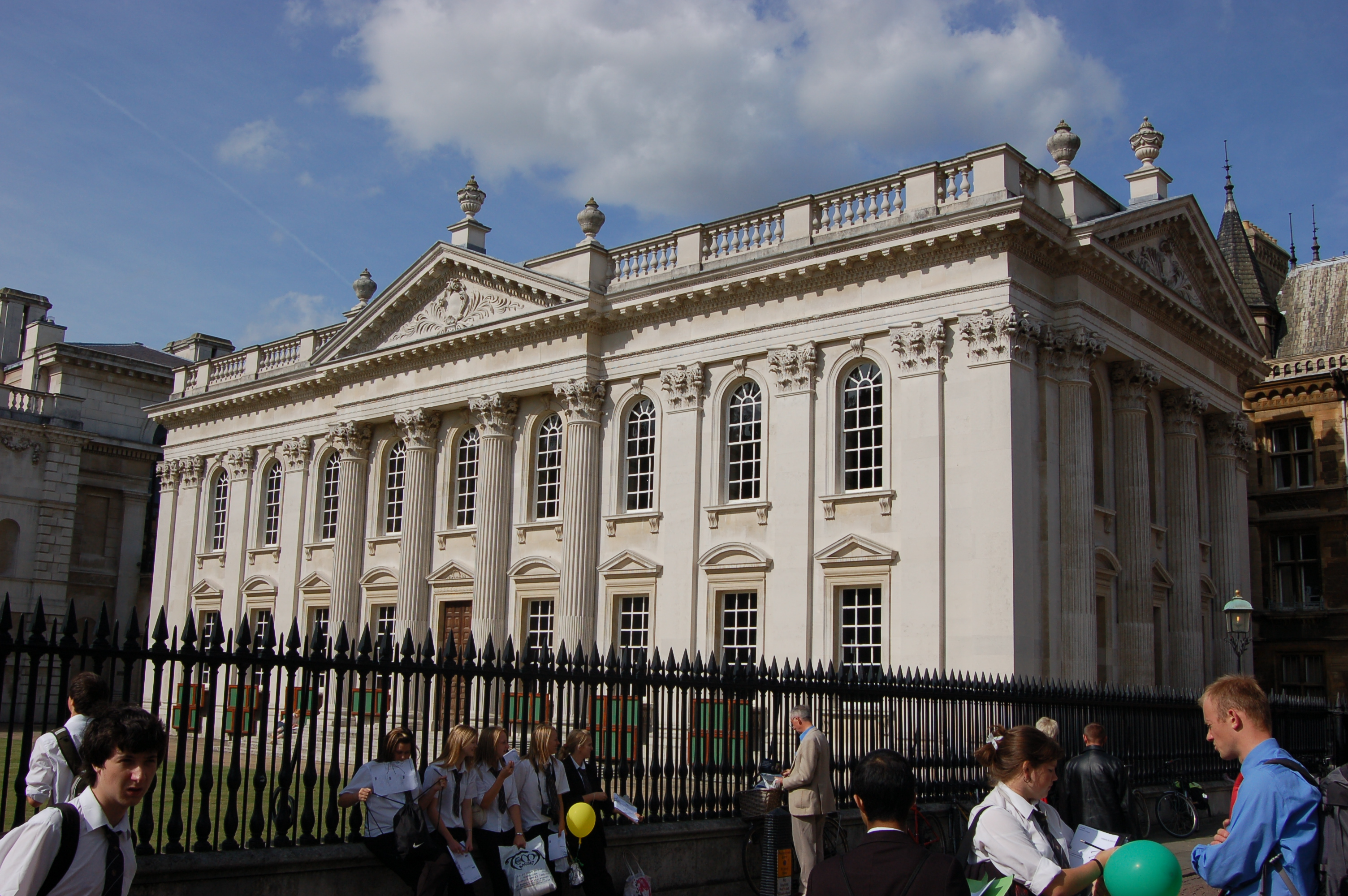
Senate House
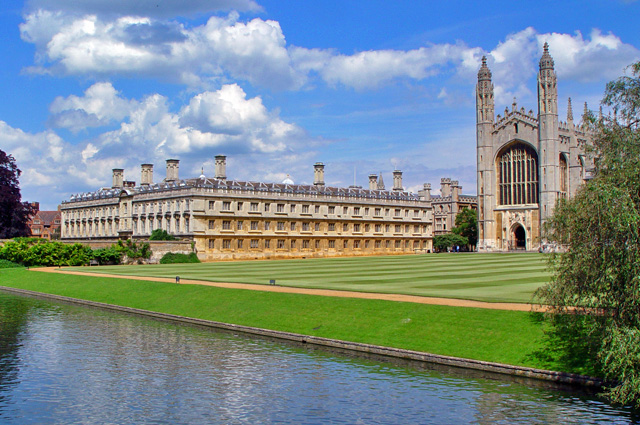
Backs
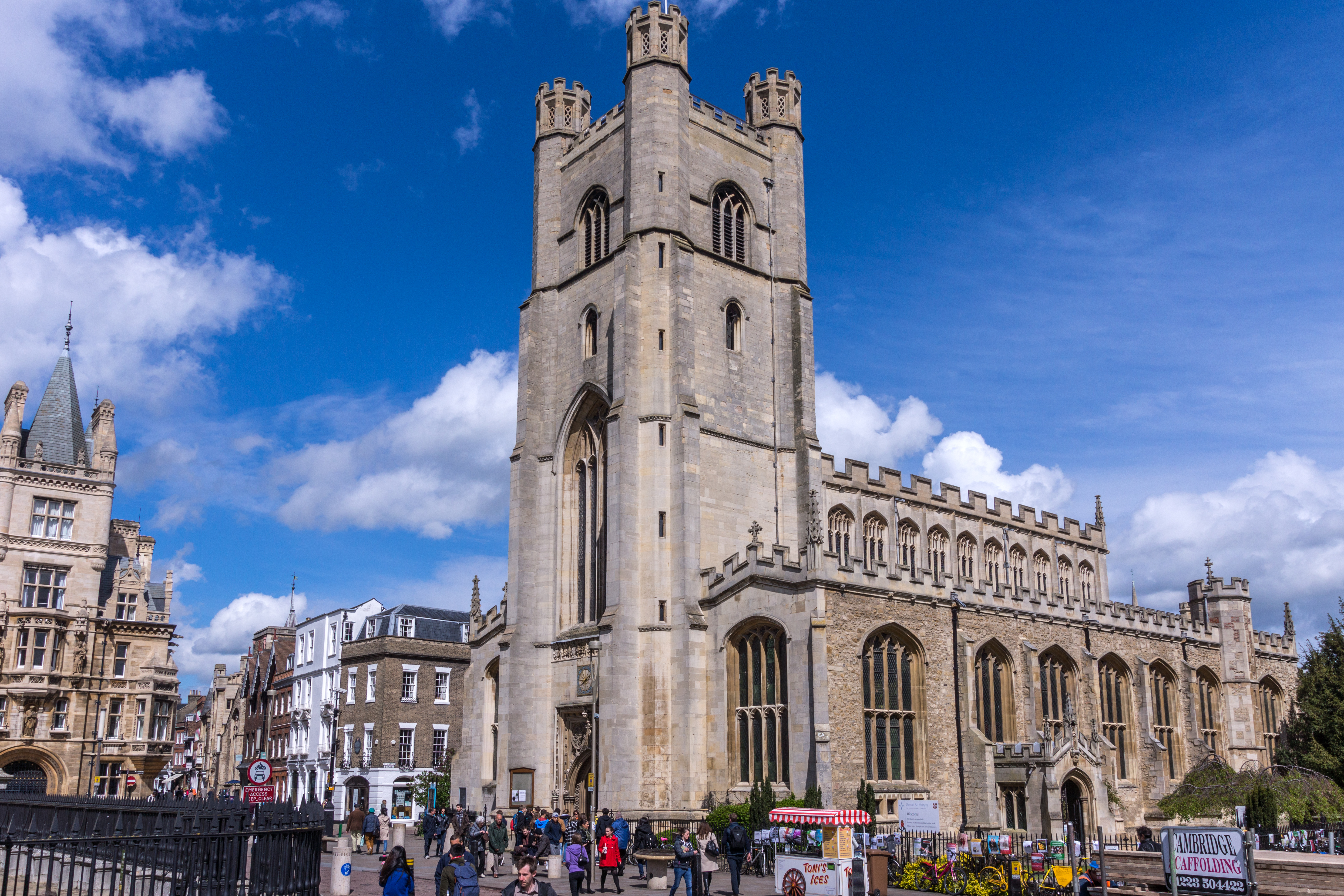
Kościół St Mary the Great
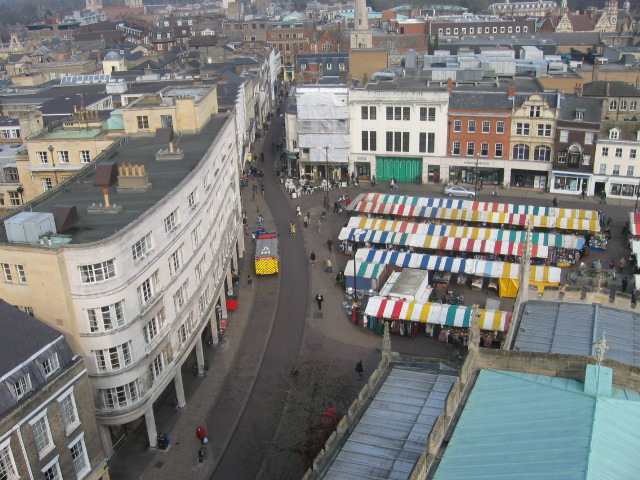
Widok na Market Place z wieży kościoła St Mary’s the Great
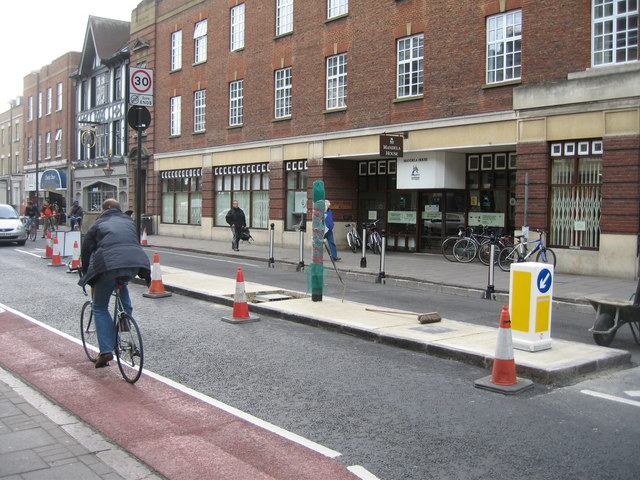
Ratusz